# アメリカとニュージーランドの関係

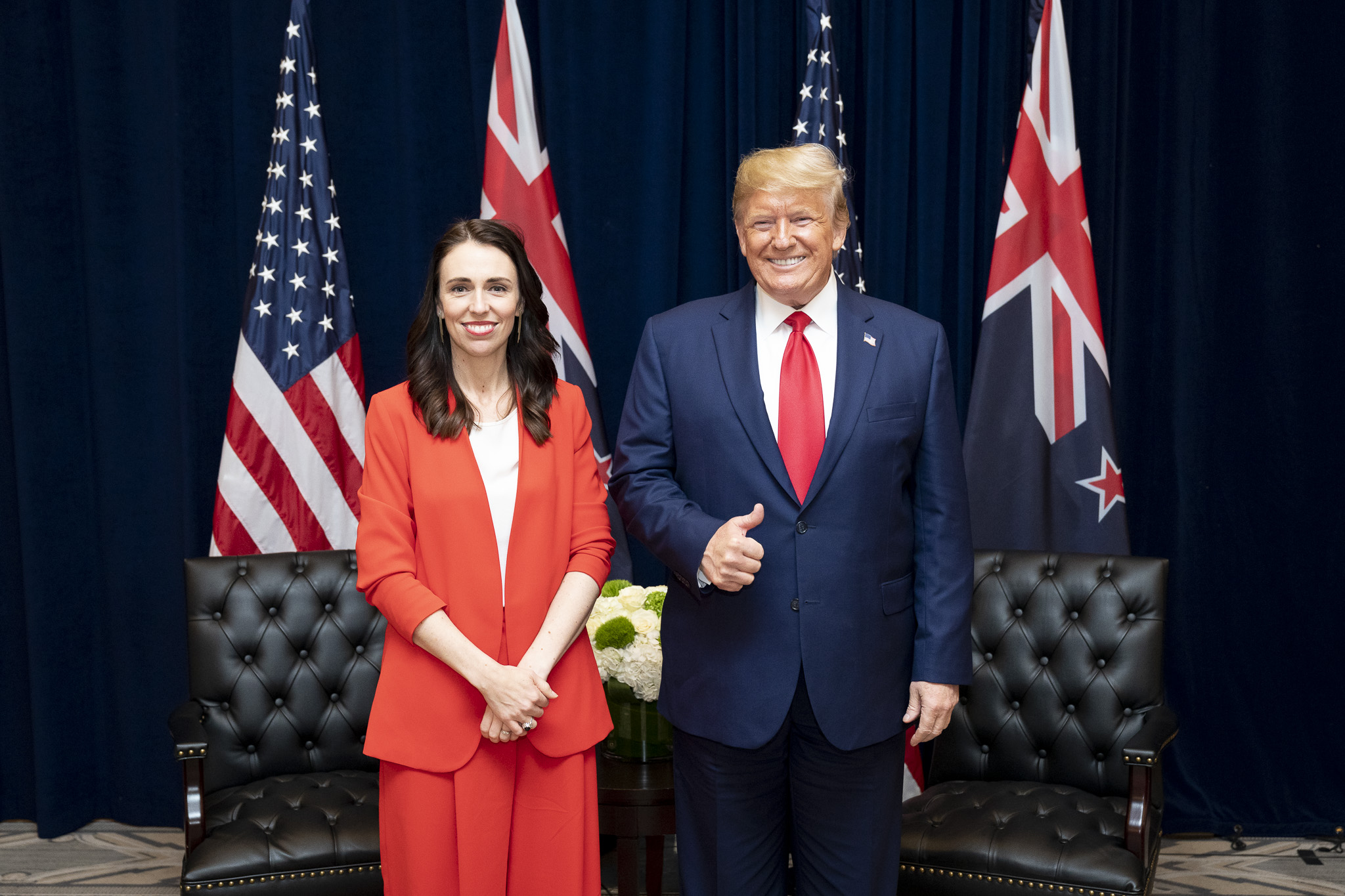
2019年9月、ニューヨークにてアメリカ合衆国大統領ドナルド・トランプとニュージーランド首相ジャシンダ・アーダーン

2011年8月時点で、アメリカ合衆国国務省によれば、ニュージーランドとアメリカ合衆国の関係は「数十年来最高水準にある」とされている。

## 解説
ニュージーランドはアメリカ合衆国の非NATO主要同盟国の1つである。。
アメリカ合衆国とニュージーランドは、共にイギリス植民地であり、それぞれ先住民族を持つという共通点を持つ。また、両国は様々な戦争において西側陣営の一員である。更に、他の3つの英語圏の国々と共に、両国はUKUSA協定を構成している。

## 参考
- Australia-United States relations
- ^Johnston, Martin (2004年12月15日). “Government apology for Vietnam War veterans”. The New Zealand Herald
- “War and Society”. New Zealand's history online. 2023年5月28日閲覧。
- “A History of the New Zealand Army, 1840 to 1990s”. 2006年4月25日時点のオリジナルよりアーカイブ。2023年5月28日閲覧。
- “Australian & New Zealand Military History from 1788”. 2023年5月28日閲覧。
- “Afghanistan”. New Zealand Defence Force: Deployments. 2012年1月18日時点のオリジナルよりアーカイブ。2023年5月28日閲覧。
- ^"Goff positive about Afghanistan contribution" (Press release). New Zealand Defence Force. 1 February 2006. 2006年10月9日時点のオリジナルよりアーカイブ。2023年5月28日閲覧。
- “Iraq – UNMOVIC”. New Zealand Army Overseas. 2023年5月28日閲覧。
- “New Zealand's search for security”. New Zealands search for security. 2023年5月28日閲覧。
- “New Zealand's Foreign Relations and Military”. thinkingnewzealand.com. 2007年7月3日時点のオリジナルよりアーカイブ。2023年5月28日閲覧。
- Murdoch, Tony; O'Connell, Pam; Rosanowski, John (1986). New Zealand's Search For Security 1945–1985. New Zealand: Langman Paul. pp. 3–12. ISBN 0-582-85733-3